# Nowoołeksandriwka (rejon berysławski)
Nowoołeksandriwka (ukr. Новоолександрівка) – wieś na Ukrainie, w obwodzie chersońskim, w rejonie berysławskim. W 2001 liczyła 1319 mieszkańców, spośród których 1251 posługiwało się językiem ukraińskim, 57 rosyjskim, 2 mołdawskim, 1 białoruskim, 1 ormiańskim, a 7 innym.